# Myrmecaelurus krugeri
Myrmecaelurus krugeri is een insect uit de familie van de mierenleeuwen (Myrmeleontidae), die tot de orde netvleugeligen (Neuroptera) behoort. 
Myrmecaelurus krugeri is voor het eerst wetenschappelijk beschreven door Navás in 1930.